# Порт-де-Кліші (станція метро)
48°53′38″ пн. ш. 2°18′48″ сх. д. / 48.89389° пн. ш. 2.31333° сх. д.
Порт-де-Кліші (фр. Porte de Clichy) — станція ліній 13 та 14 паризького метро та RER C, а також зупинка на трамвайній мережі Іль-де-Франс, лінія 3b.
Розташована у 17-му окрузі, станція метро розташована на північно-західній гілці лінії 13 під проспектом Кліші.
Обслуговує Високий суд Парижа.
Станцію названо на честь Порт-де-Кліші, брами у Тьєрському мурі XIX століття.
В 2019 році пасажирообіг станції склав 4 495 978 осіб, через що станція є на 97-му місці за пасажирообігом серед станцій метро.

## Конструкція та оформлення

### Лінія 13
Станція складається з двох одноколійних залів, розташованих на відстані один від одного.
На північ від станції між головними коліями прокладено петльова розворотна колія, яка використовувалася за прямим призначенням у 1912—1980 роках.
В оформленні станційних залів, як і на станціях Пастер та Порт-де-Версаль лінії 12, комбінуються стилі Андре-Мотте та традиційний дизайн станцій, що входили до складу «Nord-Sud Company».

### Лінія 14
Станція побудована на семи рівнях. Має площу 8954 м², довжину 120,5 м і ширину 20,65 м.
Типу горизонтальний ліфт з двома береговими платформами.
Глибина закладення — 26 м.

### RER
Трипрогінна станція мілкого закладення з двом береговими платформами.

## Історія
- 20 січня 1912: відкриття станції у складі другого відгалуження лінії B Nord-Sud Company[en] з Ля-Фурш.
- 27 березня 1931: лінія B стала лінією 13 мережі метро.
- 3 травня 1980: було відкрито продовження лінії до Габріель Пері.
- 29 вересня 1991: відкриття станції RER.
- 24 листопада 2018: трамвайну лінію Іль-де-Франс лінії 3b було продовжено до Порт-д'Аньєр через Порт-де-Кліші.
- 28 січня 2021: відкриття платформ 14 лінії.[3]

## Визначні місця
- Високий суд Парижа[en]
- Майстерні Бертьє
- Парк Мартіна Лютера Кінга[en]
- Цвинтар Батіньоль
- Середня школа Оноре-де-Бальзака
- Гімназія Леона-Б'янкотто
- Школа 42

## Пересадки
- станція RER C, відгалуження Понтуаз.
- автобуси: 28, 54, 74, 163 і 173 мережі RATP, вночі N15 та N51 автобусної мережі Noctilien[en]
- трамвай лінії T3b.

## Операції
| Попередня станція | Лінія | Лінія | Лінія | Наступна станція |
| ----------------- | ----- | ----- | ----- | ---------------- |
| Мері-де-Кліші     |       | 13    |       | Брошан           |
| Пон-Кардинет      |       | 14    |       | Сент-Уен         |